# 內皮爾 (紐西蘭)

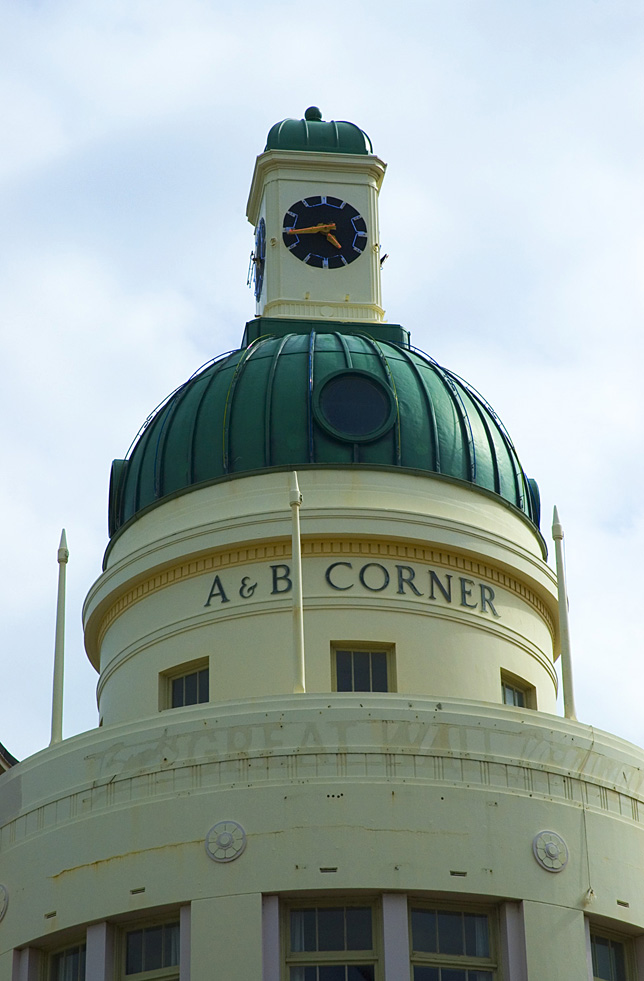
T & G大樓，由威靈頓的Atkin及Mitchell於1936年設計

內皮爾，又譯納皮爾（英語：Napier；毛利語：Ahuriri）是紐西蘭北岛豪克斯灣的重要港市，人口有57,000人。內皮爾北距哈斯汀兹10公里。在紐西蘭，兩座城市有時並稱為姊妹城市。
從首都威靈頓經陸路向內皮爾東北行約需332公里（約4小時）。內皮爾的人口雖然少於哈斯丁，但是由於後者行政上是被劃為區域的，順理成章，內皮爾成為豪克斯灣地區唯一的城市。另外，內皮爾是南半球最大的雜交羊毛中心，以及紐西蘭最大的蘋果、洋梨和核果出產地區之一。內皮爾已發展成為重要的葡萄種植與釀酒地區，許多水果均從哈斯丁都會區（Metropolitan Hastings）附近的養殖場運往內皮爾出口。每天，凍肉、羊毛、果肉和材貨貨物往來內皮爾的港口。
內皮爾以幽閑城鎮和旅遊勝地著稱，海濱大道（Marine Parade）上名為帕尼亞像（Pania Of The Reef）的雕像是紐西蘭最矚目的旅遊熱點之一。帕尼亞像在內皮爾所享的地位，可以比得上哥本哈根的小美人魚（Little Mermaid），因為前者也具備相似的斯堪的納維亞特點。2005年10月，該雕像失竊，並於一星期後失而復得，而且狀態完好。

## 歷史
內皮爾有完整的毛利人（Māori）歷史。數世紀前，Taraia的卡杭谷努（Ngāti Kahungunu）部族抵達內皮爾地區。後來，卡杭谷努部族成為波弗蒂灣（Poverty Bay）至威靈頓的統治勢力。他們是最早一批與歐洲殖民者聯繫的毛利人。

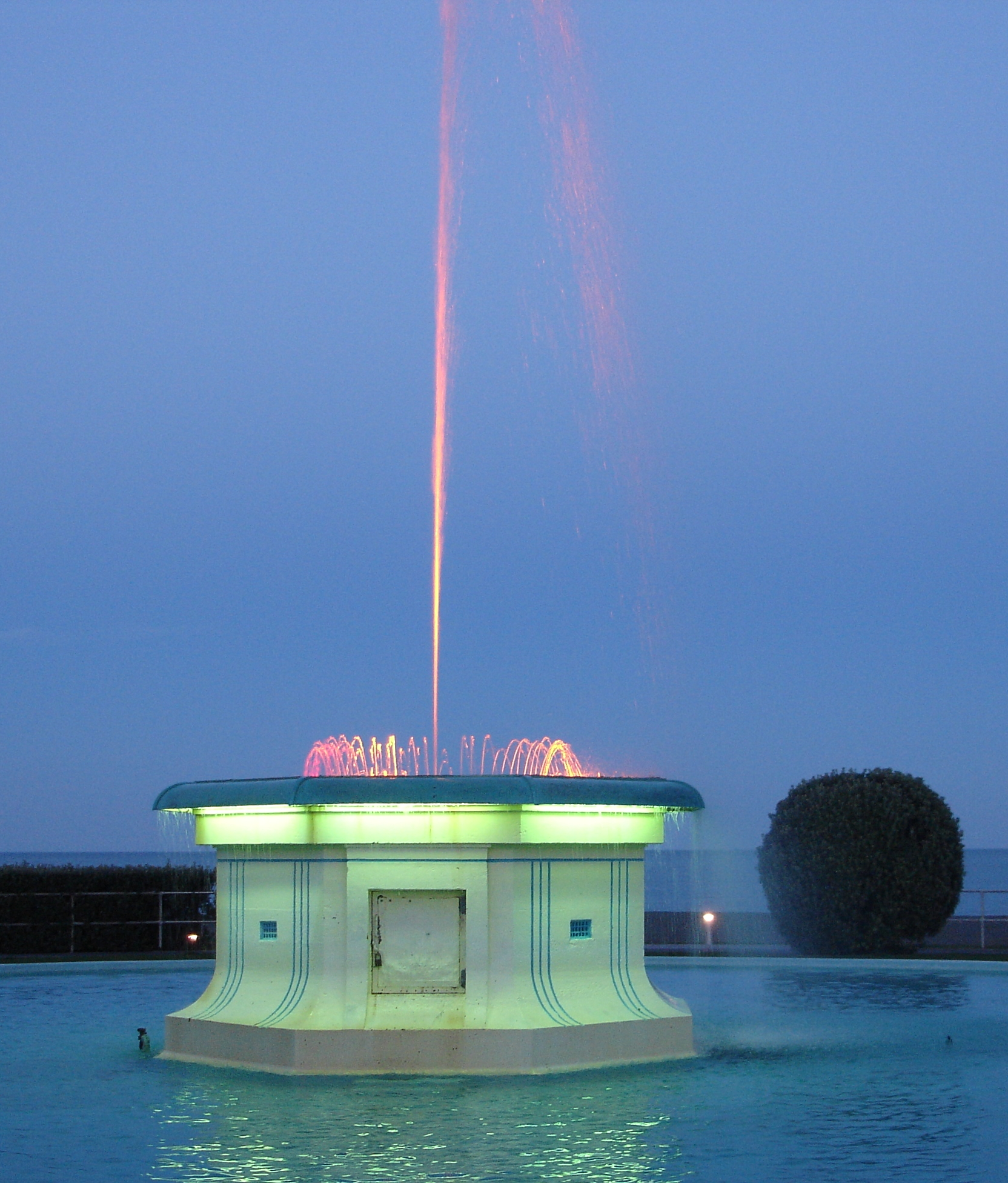
黃昏時內皮爾的湯姆帕克噴水池

由於西岸入口被堵塞，威脅著Whanga與礁湖島嶼上的漁村的耕作，Chief Te Ahuriri在內皮爾的礁湖空地挖掘了一條溝渠。河流至今仍然為內皮爾提供清水。
詹姆斯·庫克船長（Captain James Cook）是首位見證內皮爾現址的歐洲人，他1769年10月在東岸登陸。他表示：「肥型船頭兩邊是細沙淺灘和石灘，位處海灘與大陸中間的，我想是一個優美的大鹽水湖。」換言之，海港入口是位於圓卵石海灘的西岸末端。隨後，不少歐洲商人、捕鯨者和傳教士到訪內皮爾，後來更定居下來。1850年代以前，農民和酒店經營者抵達。

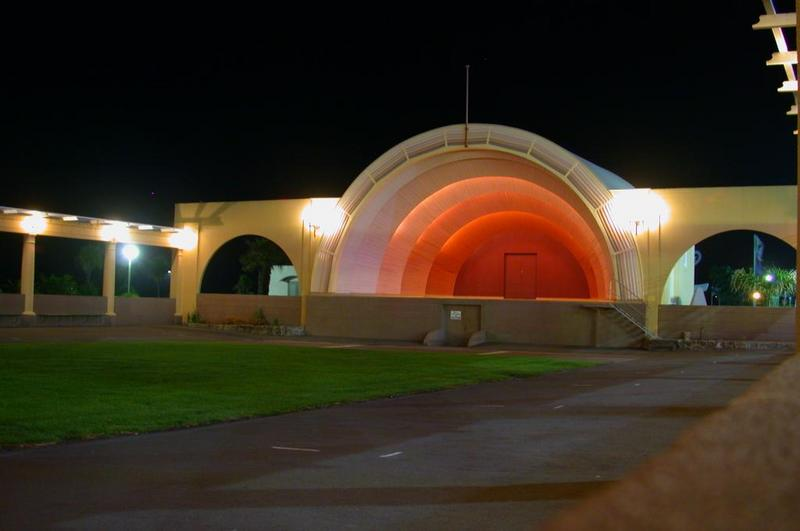
內皮爾的桑德歇爾柱廊

1851年，英国国王購買了內皮爾的荒僻地區（包括內皮爾現今的位置）。前紐西蘭总督阿爾弗雷德·多梅特（Alfred Domett）在1854年獲委任為王土特派員（Commissioner of Crown Lands）兼內皮爾常駐行政官。一項計劃開始籌劃起來，城鎮以印度信德省Meeanee戰役中的英雄查尔斯·内皮尔（Sir Charles Napier）的名字命名。多梅特為很多殖民地內的街道命名，以紀念英屬印度帝國（British Empire of India）重大的殖民時期。另外，一些以著名藝術家和文藝人物命名的街道，充份表現了他對文藝的偏愛。
1874年，內皮爾被指定為自治城鎮（borough），附近沼澤地的發展與填海工程緩慢進行。1852-1876年間，內皮爾是豪克斯灣省（Hawke's Bay Province）的行政中心，但省政府其後經1876年的《撤省法案》（Abolition of Provinces Act）撤消。

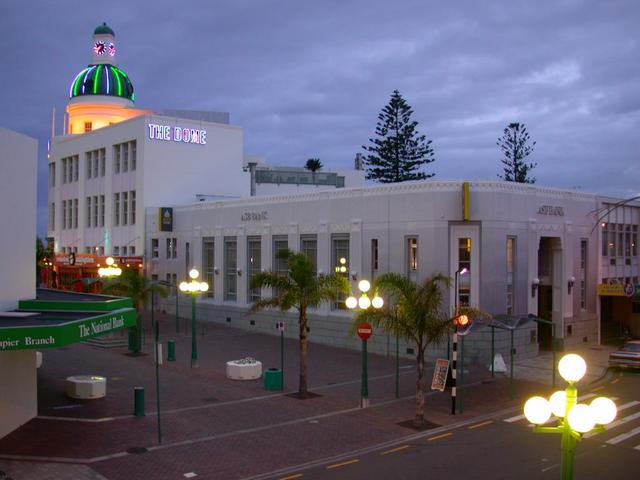
黃昏時的T & G圓頂

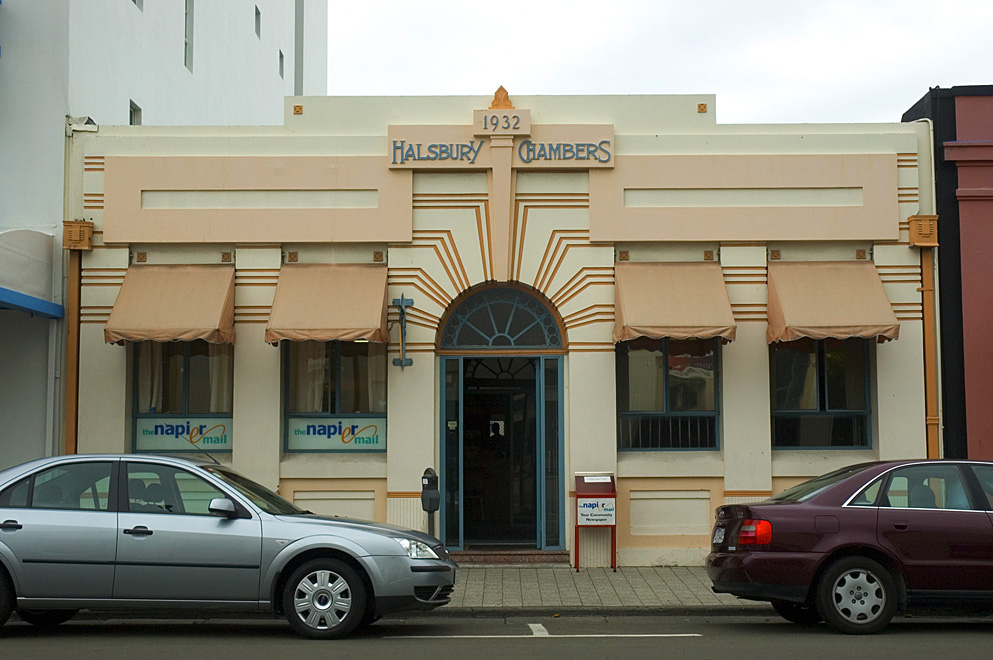
內皮爾的霍尔斯伯里會議廳，路易斯·海（Louis Hay）於1932年設計

城鎮發展主要限於小山和內皮爾的港口地區。早期，內皮爾由許多幾乎完全被水包圍的長形小山（新德島，Scinde Island）組成，南北兩邊是兩個單一的沙嘴。現時哈斯丁街（Hastings Street）和威爾斯利道（Wellesley Road）之間有一個沼澤地，那裏的水為克萊夫廣場（Clive Square）供給。
1931年2月3日，內皮爾被地震和隨後的大火夷平，258人喪生。當時，市中心受到破壞，並以受歡迎的裝飾藝術風格重建。現時內皮爾有40平方公里的土地是在地震前是位處海面之下的。1960-80年代，除了少數裝飾藝術建築被當代建築取代（包括值得諷刺的藝術館），市中心的大部分建築仍然歷久不衰，這堪稱建築界的神話。1990年代起，有關建築已被保護、修復。內皮爾和美國邁阿密的南海灘獲裝飾藝術愛好者評為兩個保存得最好的裝飾藝術城鎮。邁阿密海灘主要屬於後期的現代豎直線條（Streamline Moderne）裝飾藝術風格。
1945年1月，德國潛艇U-862駛入未被探測的內皮爾港（Port of Napier）。這事件後來演變為一個被廣泛流傳的戰後的傳說：上尉提姆（Heinrich Timm）帶同全體船員在內皮爾附近上岸擠牛奶，以補充其軍用口糧。

## 地理與氣候

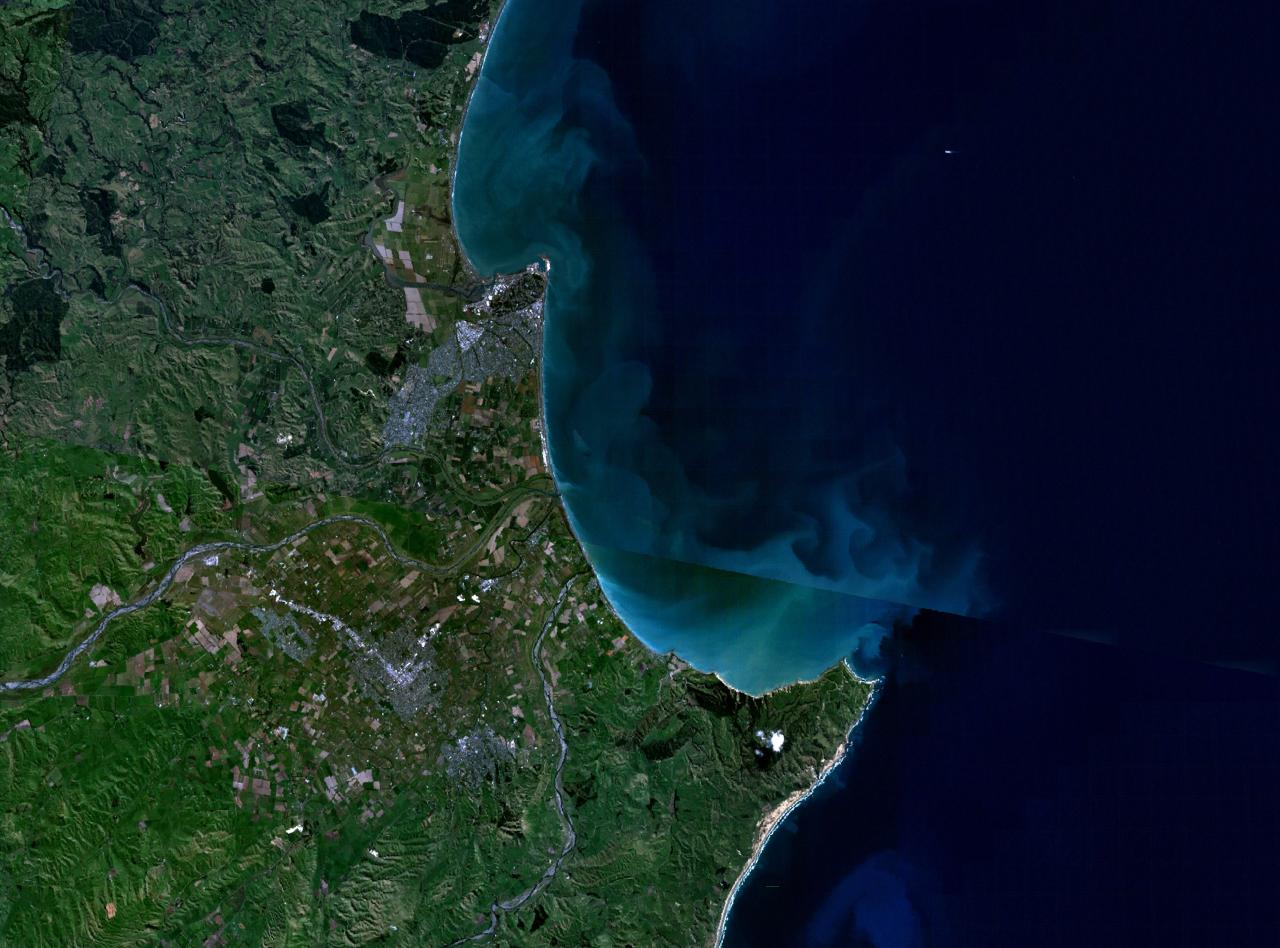
美國太空總署衛星圖片，圖片中的是內皮爾和南豪克灣

內皮爾位於布拉夫山（Bluff Hill）高地和豪克灣（Hawke Bay）東南端周圍的平原。豪克灣是一個半環形的大海灣，主宰紐西蘭北島（North Island）的東岸。1931年，大地震把內皮爾的海岸線徹底改變了，一些鄰近內皮爾的小城鎮，譬如塔拉德爾（Taradale），現在變得比大郊區小得多了。其他鄰近城鎮包括北邊的Bay View、南邊的克萊夫（Clive）、哈斯丁（Hastings）以西的弗萊克斯梅爾（Flaxmere）及哈夫洛克北（Havelock North）。
由於位處東岸，內皮爾的氣候相對較暖，較乾燥，日照時數是全紐西蘭最多的。地中海氣候是來自北方水域及豪克斯灣的重要位置的。紐西蘭的大多數天氣型態是由西方及位處北島火山台地（North Island Volcanic Plateau）雨影的城鎮與附近的山脈（如Kaweka山脈過渡到全國。但是，內皮爾容易受到來自中太平洋的殘餘熱帶氣旋影響，一些在抵達豪克斯灣時仍具有一定的風暴強度。雷暴在豪克斯灣並不常見，每年的雷暴不足10個。雷暴主要在夏季發生，有時由極端表熱造成。雷暴引致的雹會損害果園和葡萄園的農作物。1994年3月2日發生了一場紐西蘭歷來最慘重的雹暴，冰雹達3厘米厚，令果園和葡萄園遭受約值1,080萬紐西蘭元的損失。

## 旅遊

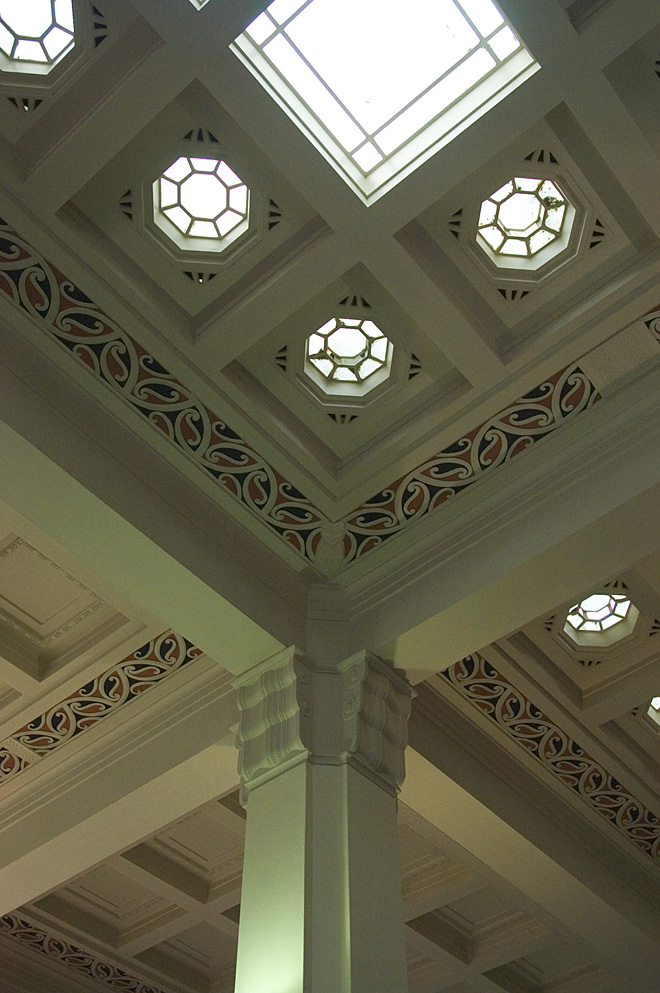
ASB銀行內部，由威靈頓的Crichton McKay及Haughton於1932年設計

內皮爾本身就是重要的旅遊勝地，吸引來自世界各地的裝飾藝術（Art Deco）與建筑爱好者。1931年地震后的重建时期，時值短暂而迅速变化的裝飾藝術时代及大蕭條（Great Depression），主要大街的小型發展隨處可見。內皮尔的建筑非常獨特，而另一著名的裝飾藝術城市──迈阿密滩（Miami Beach），有現代豎直線條（Streamline Moderne）裝飾藝術。内皮尔的整个中心同時被重建。很多時候，內皮爾舊建築林立，就像一部紀錄片；但是，內皮爾的確是一個城市，建築也是原始的。加州圣巴巴拉（Santa Barbara）在1925年地震后重建，成為著名的西班牙佈道院風格（Spanish Mission Style）建築。
內皮爾的其他旅遊熱點包括海洋世界（Marineland）、國家水族館（National Aquarium），内皮尔监狱及桑德歇爾柱廊（Soundshell）。鄰近的遊戲勝地包括拐子角塘鵝棲息地（Cape Kidnappers Gannet Colony）及鄰接哈斯丁市〈Hastings City〉的葡萄園。不少人會取道內皮爾前往豪克斯灣，他們由奧克蘭威靈頓市及克賴斯等徹奇（Christchurch）登機，在西岸（Westshore）的豪克斯灣機場（Hawkes Bay Airport）著陸。遊客由內皮爾到哈斯丁市（Hastings City）, 哈夫洛克北鎮（Havelock North）、懷羅瓦（Wairoa）及拐子角（Cape Kidnappers）遊覽。
二月份是內皮爾的旅遊旺季，不少遊客因裝飾藝術週末及佈道團音樂會周末（Mission Concert Weekend）慕名而來。內皮爾最大的葡萄酒企業主辦年度收穫豪克斯灣週末（Annual Harvest Hawkes Bay Weekend）。
遊客可透過2號國家公路、鐵路（此方法不普遍）或飛機抵達內皮爾。豪克斯灣設有豪克斯灣機場，小艇碼頭以北。

## 行業

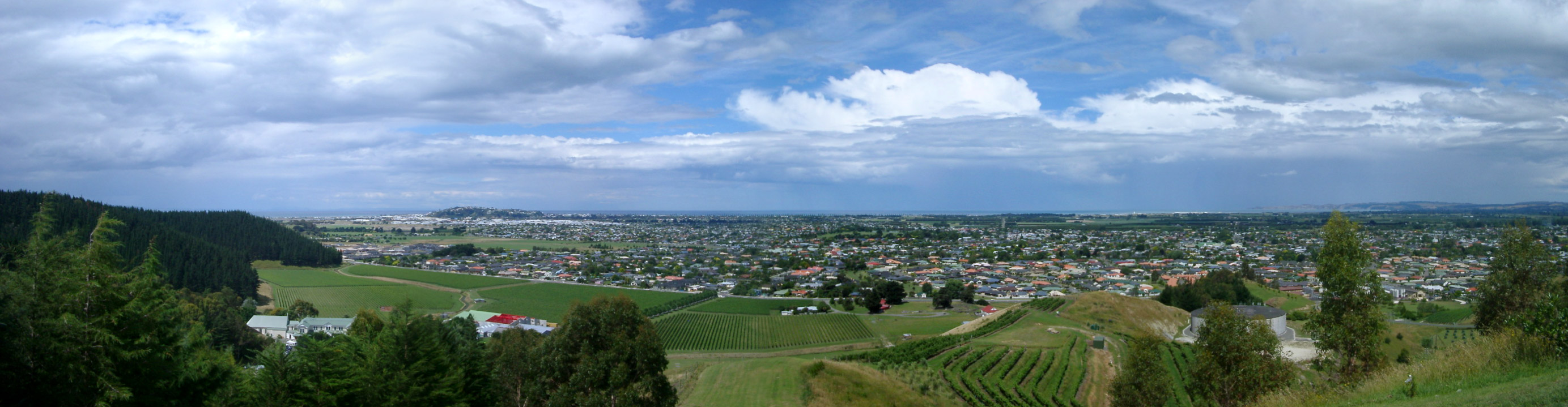
從密遜酒莊（Mission Winery）後面的塔糖峰（Sugar Loaf）俯覽的內皮爾景色

電子業、與附近地區的羊毛貿易，以及肥料與葡萄酒製造業，是內皮爾三大主要行業。內皮爾是紐西蘭最大的煙草工廠的所在地。2005年9月9日，英美煙草（British American Tobacco）宣佈，由於需求減少，公司決定關閉樂富門（Rothmans）製造廠，並將生產線遷至澳洲。著名的裝飾藝術風格製造廠每年盛產22億紐西蘭元的香煙，供應予紐西蘭及太平洋島嶼市場。1999年3月，19人被廠方以「吸煙者減少」為由辭退。（页面存档备份，存于）

## 名人
- Kevin Rigby（英语：Kevin Rigby），曲棍球手
- 达伦·史密斯，曲棍球手
- Spencer Gollan（英语：Spencer Gollan）
- Debbie Harwood，演出《情尋貓腳印》電影
- Teresa Cormack（英语：Teresa Cormack），少年謀殺案受害者
- Kel Tremain（英语：Kel Tremain），紐西蘭All Black欖球隊隊員
- Mike Boon（英语：Mike Boon），教師兼前喜劇演員

## 外部連結
- 內皮爾市（页面存档备份，存于） （英文）
- 內皮爾，紐西蘭的裝飾藝術城市（页面存档备份，存于） （英文）
- 豪克斯灣旅遊（页面存档备份，存于） （英文）
- 內皮爾街道圖 （页面存档备份，存于） （英文）